# Japaratuba
Japaratuba este un oraș în Sergipe (SE), Brazilia.